# Eothenomys miletus
Eothenomys miletus е вид бозайник от семейство Хомякови (Cricetidae).

## Разпространение
Видът е разпространен в Китай (Съчуан, Хубей и Юннан).